# Wyna
Die Wyna ist ein 32 Kilometer langer Fluss in den Schweizer Kantonen Luzern und Aargau.  Die bedeutendsten Ortschaften im Wynental sind Beromünster, Menziken, Reinach und Gränichen.

## Name
Der Fluss wurde 1420 („in der Winnen“) schriftlich erwähnt. Möglicherweise leitet sich der Name vom urkeltischen Wort *u̯ina- „binden, einschliessen“ ab.  Das y bei Wyna wird, wie im Schweizerdeutschen üblich, als langes i ausgesprochen.

## Geographie

### Verlauf
Die Wyna entspringt auf einer Höhe von 708 m ü. M. südlich des Dorfes Neudorf, das sie unterirdisch durchquert.
Nach Neudorf fliesst sie auf fast ihrer gesamten Länge in Süd-Nord-Richtung. Nach rund sechs Kilometern wird zwischen Beromünster und Menziken die Kantonsgrenze überschritten.
Beim Schwimmbad in Suhr mündet die Wyna von rechts auf einer Höhe von 385 m ü. M. in die Suhre; diese wiederum mündet drei Kilometer weiter nördlich in die Aare.
Der etwa 32 km lange Lauf der Wyna endet ungefähr 323 Höhenmeter unterhalb der Quelle, sie hat somit ein mittleres Sohlgefälle von etwa 10 ‰.

Die Wyna vom  Ursprung zur Mündung
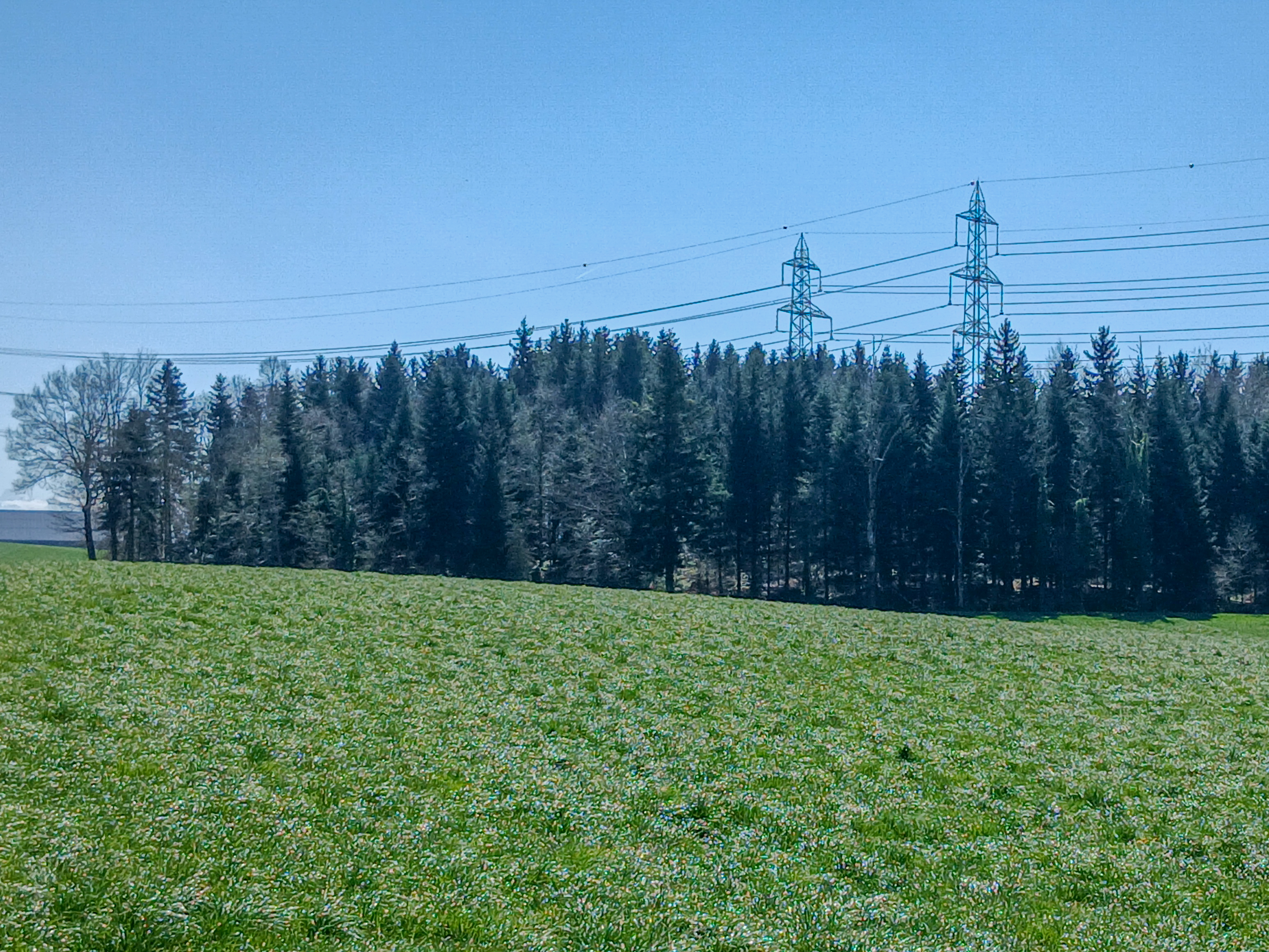
Ursprung der Wyna bei Neudorf
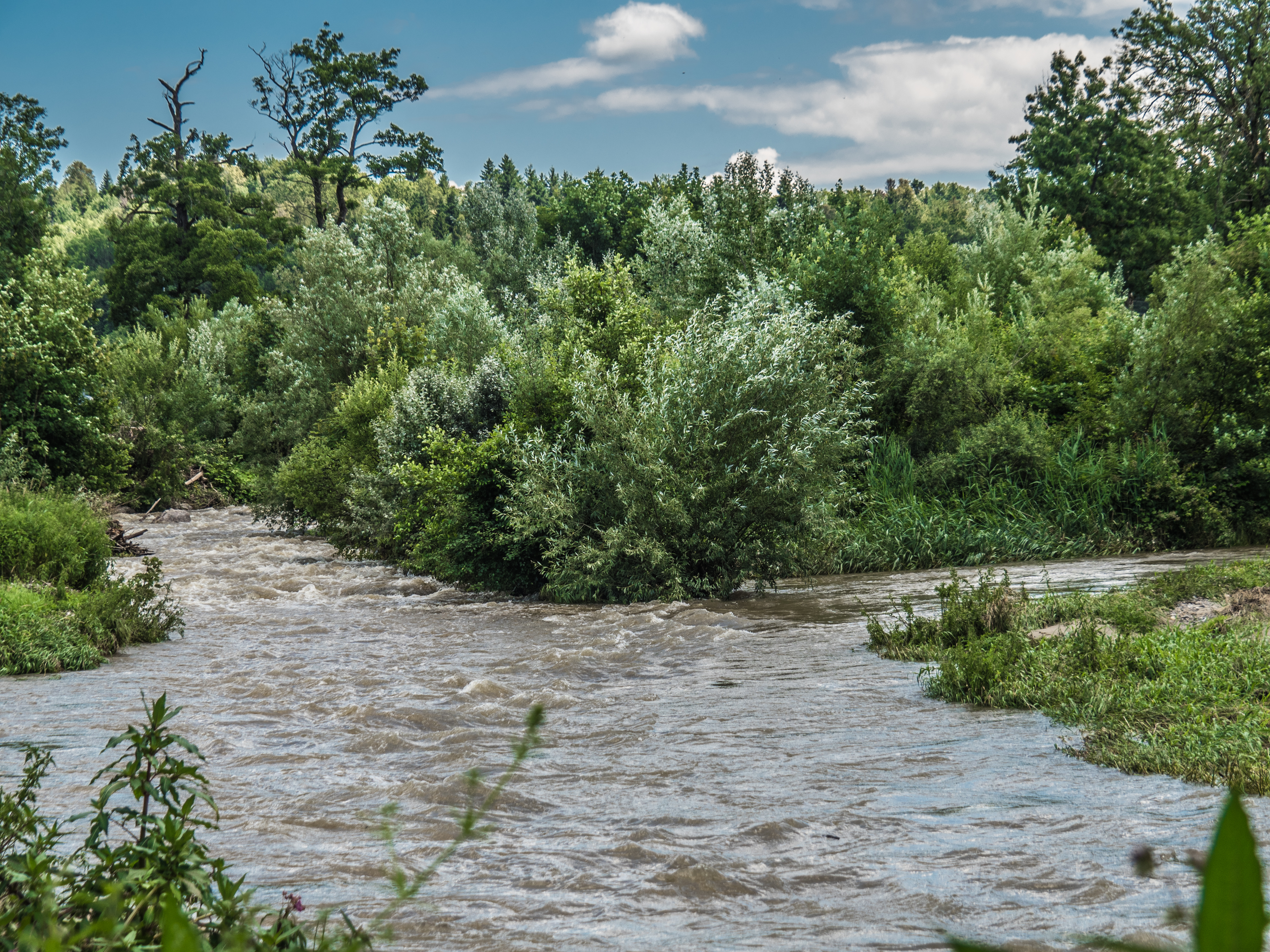
Flussmündung der Wyna in die Suhre bei Suhr

### Einzugsgebiet
Das 120,95 km² grosse Einzugsgebiet der Wyna liegt im Schweizer Mittelland und wird durch sie über die Suhre, die Aare und den Rhein zur Nordsee entwässert.
Es grenzt
- im Osten und Südosten an das des Aabachs, der in die Aare mündet und
- im Südwesten und Westen an das der Suhre.

Das Einzugsgebiet besteht zu 32,4 % aus bestockter Fläche, zu 52,9 % aus Landwirtschaftsfläche, zu 14,3 % aus Siedlungsfläche und zu 0,4 % aus unproduktiven Flächen.
Die Flächenverteilung
Die mittlere Höhe des Einzugsgebietes beträgt 613 m ü. M., die minimale Höhe liegt bei 383 m ü. M. und die maximale Höhe bei 877 m ü. M.

### Zuflüsse
Der grösste Zufluss der Wern ist der Dorfbach Gontenschwil mit einer Länge von 8,9 km, einem Einzugsgebiet von 17,65 km² und einem mittleren Abfluss (MQ) von 0,33 m³/s.

#### Diagramme
Zuflüsse der Wyna ab 3 km Länge
Zuflüsse der Wyna mit Einzugsgebiet ab 3 km²
Zuflüsse der Wyna mit mittlerer Abfluss (MQ) ab 100 l/s

#### Tabelle
| Name                  | GKZ      | Lage   | Länge in km | EZG in km² | MQ in m³/s | Mündung Koordinaten    | Mündungshöhe in m | Bemerkungen                                                                |
| --------------------- | -------- | ------ | ----------- | ---------- | ---------- | ---------------------- | ----------------- | -------------------------------------------------------------------------- |
| Lochbach              | LU632004 | links0 | 003,5000    | 0002,180   | 0000,150   | bei Neudorf            | 65500000          |                                                                            |
| Wilibach              | LU182443 | links0 | 002,7000    | 0002,170   |            | bei Neudorf            | 64600000          |                                                                            |
| Witwilerbach          | LU182439 | links0 | 002,5000    | 0000,960   |            | bei Beromünster        | 61900000          | Alternativnamen: Fridgraben                                                |
| Moosbach              | CH001140 | links0 | 004,7000    | 0006,600   | 0000,140   | bei Beromünster        | 58800000          | Alternativnamen: Gunzwilerbach                                             |
| Schwarzebach          | CH012273 | rechts | 003,6000    | 0002,070   |            | bei Walzi, Menziken    | 55300000          |                                                                            |
| Rickenbach            | CH001218 | links0 | 002,9000    | 0004,560   |            | in Menziken-Ausserdorf | 54900000          |                                                                            |
| Mühlebachkanal        | AG570581 | links0 | 002,1000    | 0004,360   | 0000,080   | in Reinach             | 51400000          |                                                                            |
| Vorderdorfbach        | CH003197 | rechts | 002,9000    | 0002,970   |            | bei Zetzwil            | 50500000          | Alternativnamen: Totenbächli, Chräjenlochbach                              |
| Dorfbach Gontenschwil | CH005727 | links0 | 008,9000    | 0017,650   | 0000,330   | bei Buchseri, Oberkulm | 49100000          | Alternativname: Sagenbach                                                  |
| Murtelbach            | AG570552 | rechts | 002,4000    | 0003,0000  |            | bei Oberkulm           | 47900000          | Alternativname: Murbach                                                    |
| Tüetetelbach          | AG570548 | rechts | 002,2000    | 0002,420   |            | in Oberkulm            | 46500000          |                                                                            |
| Dorfbach              | CH001153 | rechts | 004,8000    | 0007,340   | 0000,130   | bei Teufenthal         | 44100000          |                                                                            |
| Zinse                 | AG570536 | links0 | 002,5000    | 0002,330   |            | bei Teufenthal         | 43700000          |                                                                            |
| Schnartwilbach        | CH001151 | rechts | 002,6000    | 0002,010   |            | bei Bleien, Gränichen  | 42400000          | Länge des Strangs Refentalbach→Schnartwilbach 2,6 km Schnartwilbach 1,3 km |
| Schürbergbach         | AG570529 | rechts | 002,2000    | 0001,450   |            | bei Gränichen          | 42000000          |                                                                            |
| Moortelbach           |          | links0 | 002,8000    |            |            | bei Gränichen          | 41800000          |                                                                            |
| Lochbach              | CH001150 | links0 | 003,2000    | 0003,520   |            | in Gränichen           | 40700000          |                                                                            |
| Gänstelbach           |          | links0 | 002,6000    |            |            | bei Suhr               | 39300000          |                                                                            |
| Wyna                  | CH545    |        | 032,0000    | 0120,950   | 0012,2000  | bei Suhr               | 38500000          | Mündet in die Suhre                                                        |

Anmerkungen zur Tabelle
1. ↑  Vom Ursprung bis zur Mündung. Daten von Swisstopo (map.geo.admin.ch)
2. ↑  Die Daten der Wyna zum Vergleich

## Hydrologie

### Abflussdaten
Bei der Mündung der Wyna in die Suhre beträgt ihre modellierte mittlere Abflussmenge (MQ) 2,15 m³/s. Ihr Abflussregimetyp ist pluvial inférieur, und ihre Abflussvariabilität beträgt 25.

### Hochwasser
Der Fluss fliesst meistens frei und weist stellenweise einen kurvenreichen Verlauf auf. Einige bedeutende Abschnitte wurden begradigt, um Überschwemmungen zu verhindern. Es handelt sich dabei um den Oberlauf bei Neudorf (3 km), die Passage durch die Dörfer Menziken und Reinach (2,5 km), das Gontenschwiler Moos (ein ehemaliges Sumpfgebiet, 3 km) sowie den Abschnitt zwischen Unterkulm und Teufenthal (2 km). Bei Beromünster wurde zudem eine Rückhalteanlage gebaut, die im Hochwasserfall die Wassermassen dosiert an die Wyna abgeben soll.

## Brücken

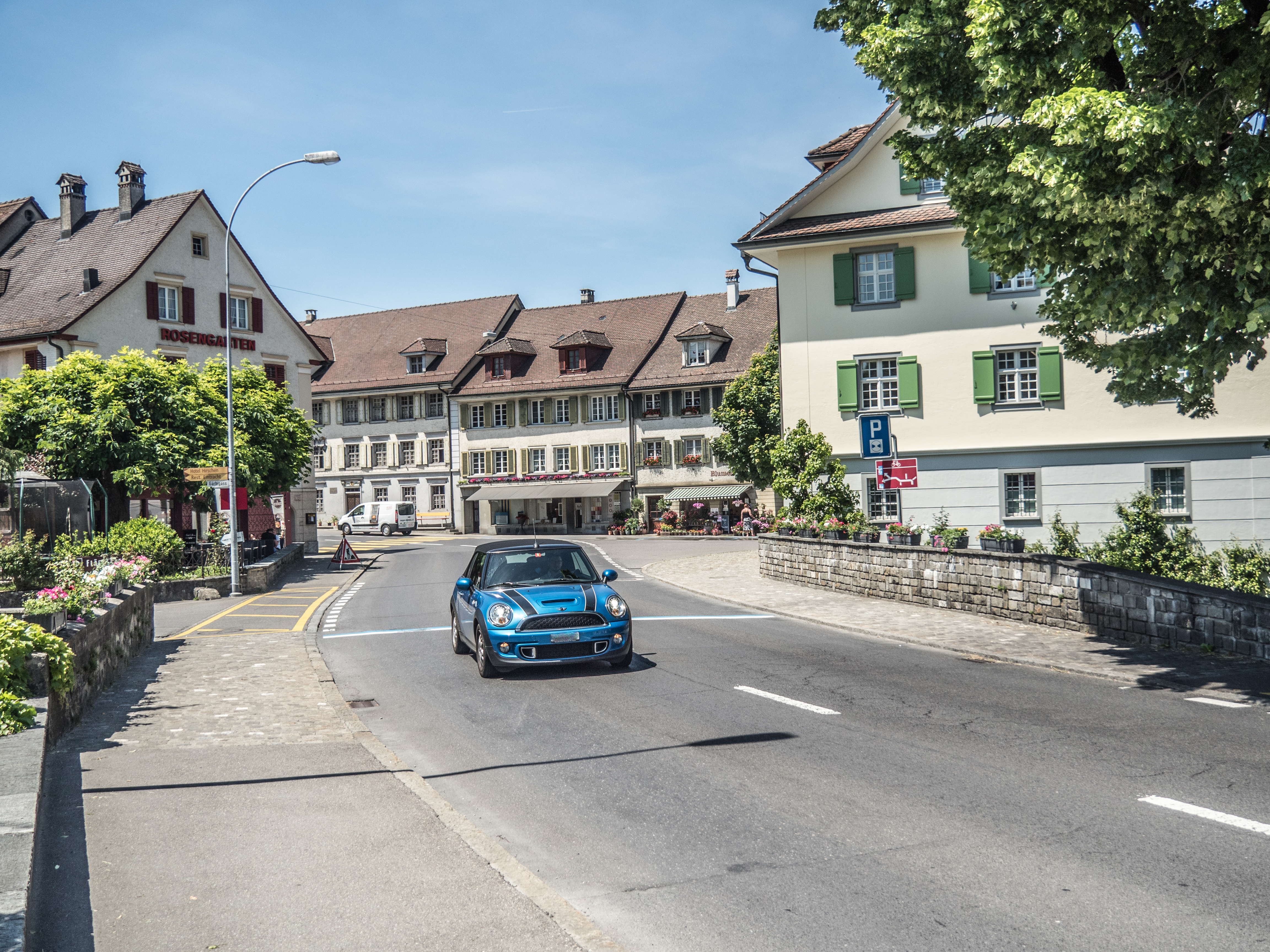
Luzernerstrasse-Brücke, Beromünster LU

Auf ihrem Weg wird die Wyna von rund 140 Übergängen überspannt. Der Fluss wird von der Hauptstrasse 23 sechsmal überquert.